# Antiche unità di misura del circondario di Campobasso
Nella provincia di Campobasso, l'unità locale di misura della superficie usata in agraria è il tomolo.
Il valore del tomolo è variabile da comune a comune; nel capoluogo corrisponde a 23,52 are, ossia a 2.352 m2
Altre misure locali correlate:
| 1 tomolo   | 2 mezzetti |
| 1 mezzetto | 2 quarti   |
| 1 quarto   | 4 misure   |